# Yelena Marfel
Yelena Marfel (en ruso: Елена Марфель) es una deportista soviética que compitió en tiro con arco, en la modalidad de arco recurvo.
Ganó una medalla de oro en el Campeonato Mundial de Tiro con Arco al Aire Libre de 1987, dos medallas en el Campeonato Europeo de Tiro con Arco al Aire Libre de 1986 y tres medallas de oro en el Campeonato Europeo de Tiro con Arco en Sala, en los años 1985 y 1987.

## Palmarés internacional
| Campeonato Mundial al Aire Libre | Campeonato Mundial al Aire Libre | Campeonato Mundial al Aire Libre | Campeonato Mundial al Aire Libre |
| Año                              | Lugar                            | Medalla                          | Prueba                           |
| -------------------------------- | -------------------------------- | -------------------------------- | -------------------------------- |
| 1987                             | Adelaida (Australia)             | Medalla de oro                   | Equipo                           |
| Campeonato Europeo al Aire Libre |                                  |                                  |                                  |
| Año                              | Lugar                            | Medalla                          | Prueba                           |
| 1986                             | Esmirna (Turquía)                | Medalla de oro                   | Equipo                           |
| 1986                             | Esmirna (Turquía)                | Medalla de plata                 | Individual                       |
| Campeonato Europeo en Sala       |                                  |                                  |                                  |
| Año                              | Lugar                            | Medalla                          | Prueba                           |
| 1985                             | Odense (Dinamarca)               | Medalla de oro                   | Individual                       |
| 1985                             | Odense (Dinamarca)               | Medalla de oro                   | Equipo                           |
| 1987                             | París (Francia)                  | Medalla de oro                   | Equipo                           |